# SS Haverford
SS Haverford byl zaoceánský parník původně postavený pro americké rejdařství American Line. Na určitou dobu si ho pronajaly Red Star Line a Dominion Line. Během 1. světové války sloužil jako transportér vojenských jednotek a v roce 1917 byl torpédován, utrpěl rozsáhlé poškození a 11 lidí na palubě zahynulo. Po renovaci byl prodán White Star Line, ale po roce se vrátil zpět k původnímu majiteli. V roce 1924 byl vyřazen z provozu a následující rok v Itálii sešrotován.

## Historie

### Stavba a počátky
Stavební práce začaly v roce 1899 v loděnicích John Brown & Company v Clydebanku. Na vodu byl spuštěn 4. května 1901 a na svou první plavbu pro America Line ze Southamptonu do New Yorku se vydal 4. září téhož roku. Po dalších dvou plavbách na této trase byl přemístěn na trasu Liverpool - Filadelfie. Na určitou dobu si ho pronajala nejdříve Red Star Line na linku Antverpy - New York, poté Dominion Line na linku Liverpool - Halifax (Nové Skotsko) - Portland.

### První světová válka
Po vypuknutí první světové války byl Haverford povolán do služeb Royal Navy jako transportní loď. V roce 1917 narazil na německou ponorku (asi U-38), která ho zasáhla dorpédem. Loď byla těžce poškozena, 11 lidí na palubě zemřelo, přesto se jí podařilo dostat vlastními silami do přístavu. Po šesti měsících práce se vrátil zpět do služby a v roce 1918 se stal opět terčem ponorky. Tentokrát se mu podařilo uniknout.

### White Star Line a konec služby
Po konci války byl prodán v roce 1921 White Star Line, která ve válce ztratila několik lodí. Byl přemalován podle schématu White Star Line (černý trup, zlatý pruh, bílá nástavba), ale jméno mu zůstalo původní na místo přidání jejich tradiční koncovky -ic. 1. dubna 1921 byl přidělen na linku Liverpool - Filadelfie. V roce 1922 byl vrácen zpět American Line na linku Hamburk - New York.
Od roku 1924 se na lodi začaly objevovat konstrukční problémy a problémy s elektřinou. Po několika opravách byl nakonec v září prodán do šrotu. Sešrotován byl v Itálii následujícího roku.